# Модиляна
Модиля̀на (на италиански: Modigliana, на местен диалект Mudgiâna, Муджана) е малко градче и община в северна Италия, провинция Форли-Чезена, регион Емилия-Романя. Разположено е на 185 m надморска височина. Населението на общината е 4645 души (към 2012 г.).

## История
До 1923 г. общината е част на провинция Флоренция, регион Тоскана. Тя се намира в историческата област, наречена Тосканска Романя (на италиански: Romagna Toscana). В тази година общината участва в провинция Ферара.